# الاي واي
الاي واي (بالإنجليزية: Alleyway)‏ (باليابانية: アレイウェイ) ، هي لعبة فيديو إلكترونية من نوع ألغاز ، أنتجها شركة نينتندو اليابانية سنة 1989م ، وتعمل حصراً لنظام جيم بوي.